# Spagaat
De spagaat en split zijn elementen die veel worden uitgevoerd in sporten/dansen als turnen, ritmische gymnastiek en ballet. Ze worden ook beoefend in bepaalde vechtsporten van het type die veel traptechnieken bevatten.

## Spagaat
Bij een spagaat wijst een been naar voren en een been naar achteren en zijn de benen in elkaars verlengde.

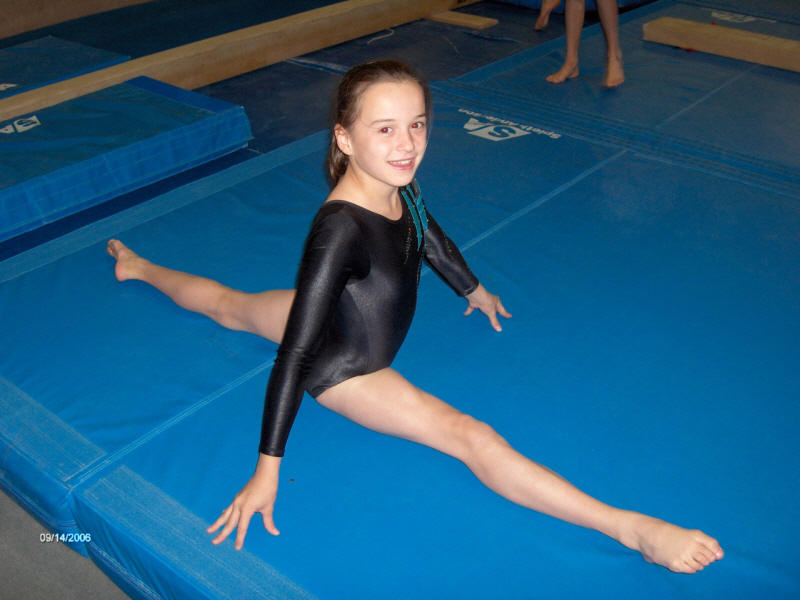
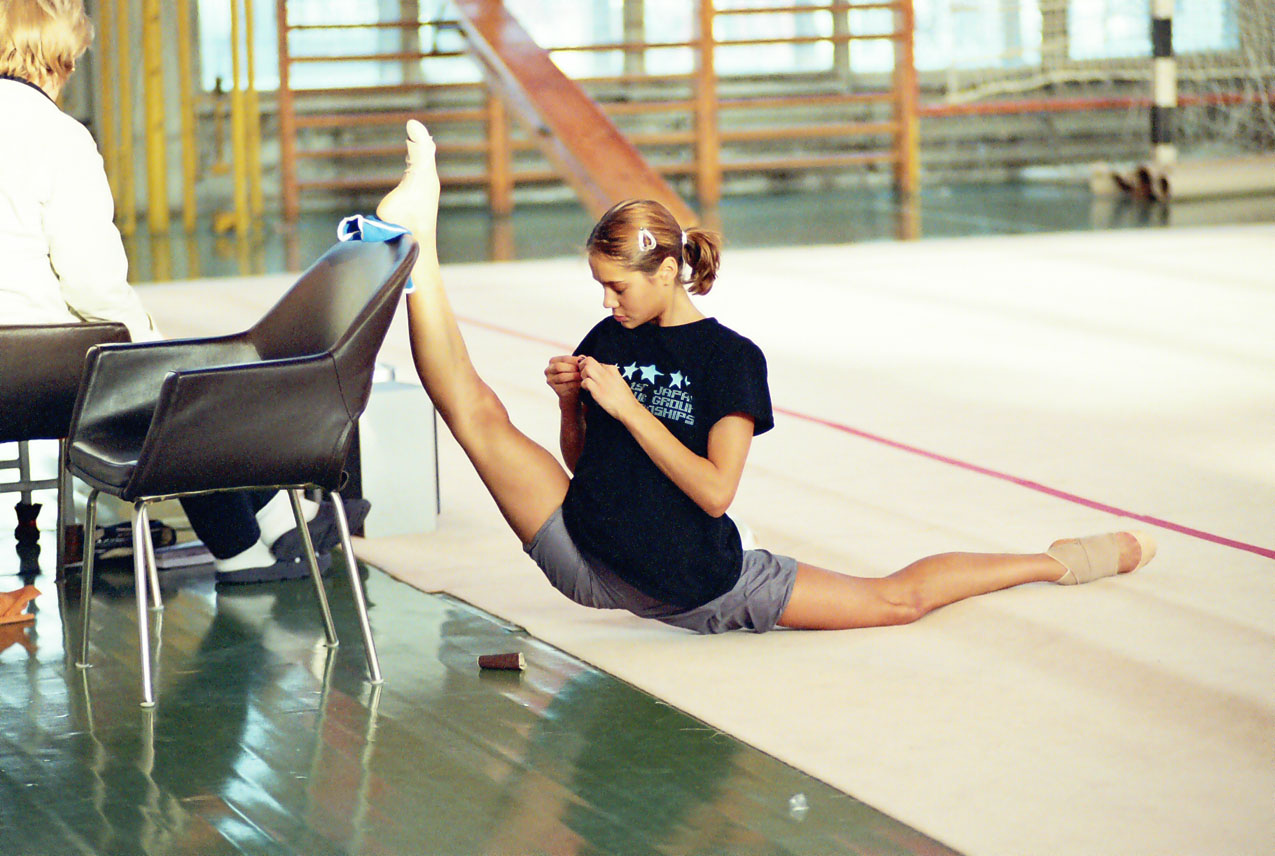
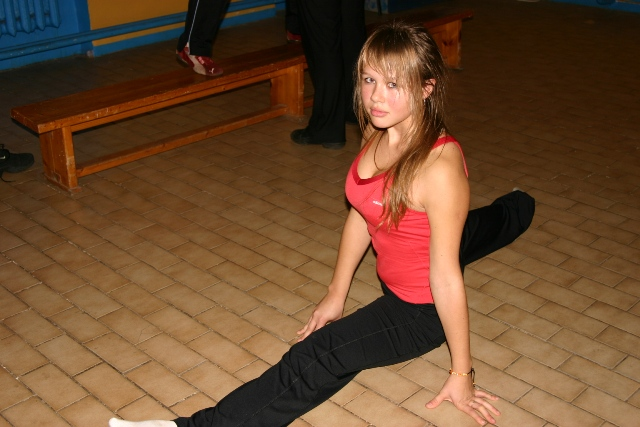
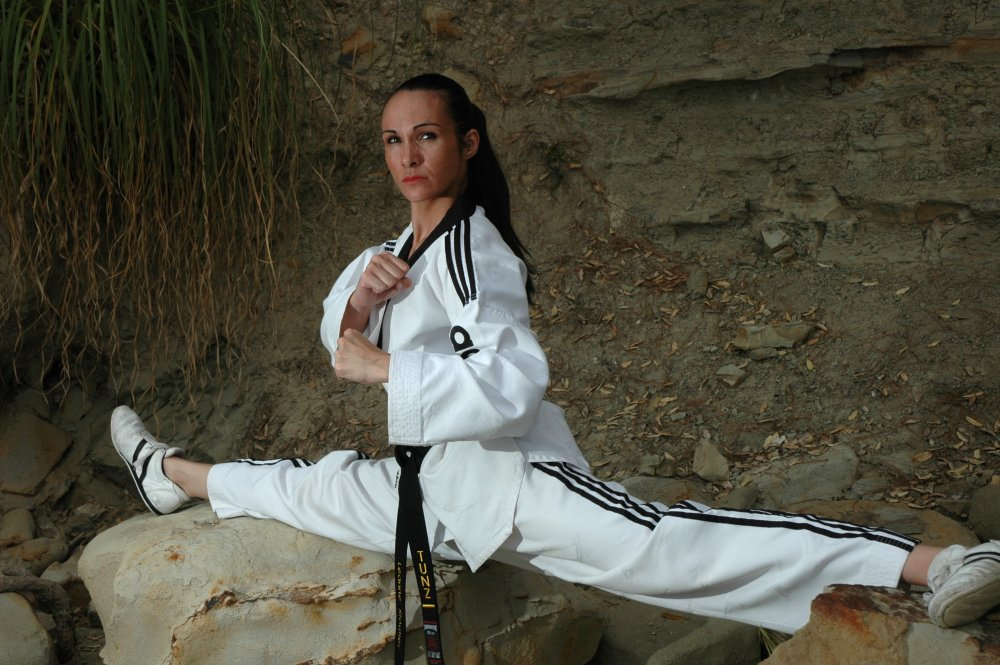
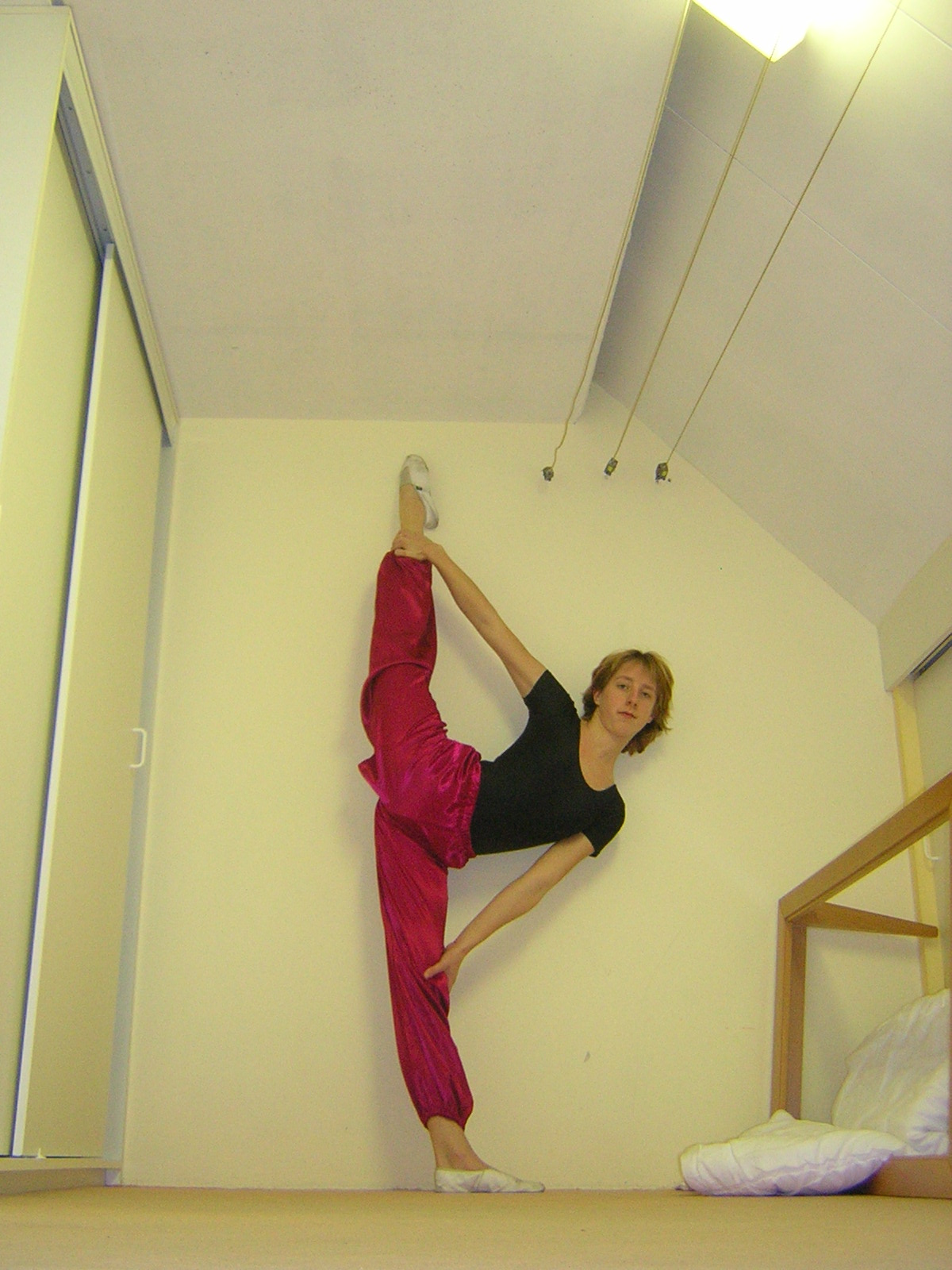
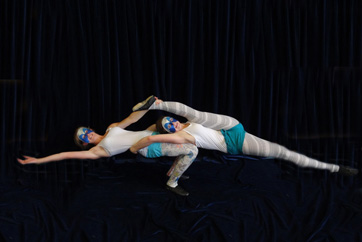

## Split
Bij een split wijzen beide benen zijwaarts en zijn in elkaars verlengde.

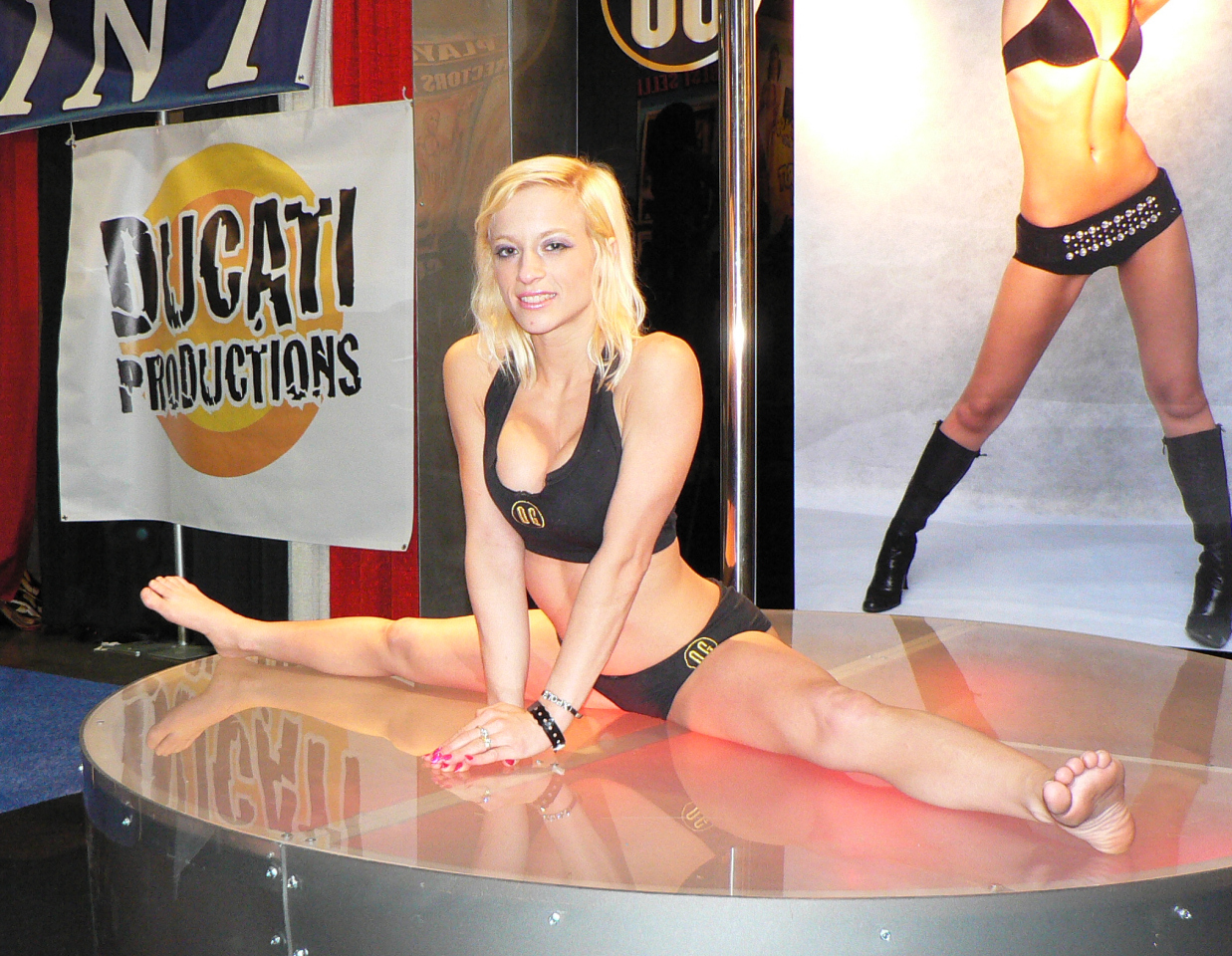